# Wiener-Cup 1933-1934
La Wiener-Cup 1933-1934 è stata la 16ª edizione della coppa nazionale di calcio austriaca.

## Quarti di finale
| Squadra 1      | Risultato   | Squadra 2     |
| -------------- | ----------- | ------------- |
| 7 marzo 1934   |             |               |
| Wien           | 2 - 1 (dts) | First Vienna  |
| 14 marzo 1934  |             |               |
| Rapid Vienna   | 7 - 1       | Wiener SC     |
| 21 marzo 1934  |             |               |
| Austria Vienna | 2 - 4       | Admira Vienna |
| 22 marzo 1934  |             |               |
| Wiener AC      | 0 - 1       | Floridsdorfer |

## Semifinale
| Squadra 1      | Risultato   | Squadra 2     |
| -------------- | ----------- | ------------- |
| 10 aprile 1934 |             |               |
| Admira Vienna  | 1 - 0       | Floridsdorfer |
| 11 aprile 1934 |             |               |
| Rapid Vienna   | 3 - 2 (dts) | Wien          |

## Finale
| Squadra 1      | Risultato | Squadra 2    |
| -------------- | --------- | ------------ |
| 10 maggio 1934 |           |              |
| Admira Vienna  | 8 - 0     | Rapid Vienna |